# Wahl zur Nationalversammlung für Wales 2007
- Unabh.: 1
- Plaid: 15
- WLP: 26
- WLD: 6
- WCP: 12

- Austritt: 15
- Union: 45

Die Wahl zur Nationalversammlung für Wales 2007 war die dritte Wahl zur im Jahre 1999 neueingerichteten Nationalversammlung in Cardiff und fand am 3. Mai 2007 statt. Gewählt wurden 60 Abgeordnete, 40 davon in Wahlkreisen nach relativem Mehrheitswahlrecht und 20 über Parteilisten in fünf Regionen. Bei der Wahl konnte sich Labour als stärkste Partei behaupten, verlor aber Mandate und auch die Mehrheit im Parlament. Ein Grund hierfür war der allgemeine Popularitätsverlust der Labour-Regierung unter Tony Blair in London, der sich schon im Ergebnis der Unterhauswahl 2005 ausgedrückt hatte. Ein Pluspunkt für Labour war jedoch die relative Popularität des First Ministers und Labour-Vorsitzenden Rhodri Morgan über die Parteigrenzen hinaus. Morgan führte ab 2007 eine Koalitionsregierung mit der links-regionalistischen Partei Plaid Cymru mit deren Vorsitzenden Ieuan Wyn Jones als Stellvertretendem Ersten Minister (Deputy First Minister).
Zwei Tage nach seinem 70. Geburtstag im September 2009 kündigte Morgan an, sich zum Dezember des Jahres von seinen Ämtern in Regierung und Partei zurückzuziehen. Um seine Nachfolge im Parteivorsitz bewarben sich drei Landesparlamentsabgeordnete: Huw Lewis, die walisische Gesundheit- und Sozialministerin Edwina Hart sowie der walisische Counsel General Carwyn Jones. Letzterer setzte sich am 1. Dezember 2009 in einer Parteiabstimmung durch und wurde nachfolgend am 9. Dezember auch zum neuen Ersten Minister gewählt.

## Spitzenkandidaten
- Welsh Labour Party (Arbeitspartei) – Rhodri Morgan
- Plaid Cymru (Walisische Nationalpartei) – Ieuan Wyn Jones
- Welsh Conservative Party (Konservative) – Nicholas Bourne
- Welsh Liberal Democrats (Liberaldemokraten) – Michael German

## Ergebnis

Relative Mehrheiten in den 40 Wahlkreisen (die Farbgebung entspricht der der Tabelle)

20 Abgeordnete wurden über regionale Parteilisten in 5 Wahlregionen bestimmt

Die Wahlbeteiligung lag bei 43,7 %.
| Partei    | Partei                             | Wahlkreis- stimmen | In %    | Wahlkreis- mandate | Listen- stimmen | In %    | Listen- mandate | Gesamt- mandate |
| --------- | ---------------------------------- | ------------------ | ------- | ------------------ | --------------- | ------- | --------------- | --------------- |
|           | Labour                             | 314.925            | 32,2 %  | 24                 | 288.954         | 29,6 %  | 2               | 26              |
|           | Plaid Cymru                        | 219.121            | 22,4 %  | 7                  | 204.757         | 21,0 %  | 8               | 15              |
|           | Conservatives                      | 218.730            | 22,4 %  | 5                  | 209.153         | 21,4 %  | 7               | 12              |
|           | Liberal Democrats                  | 144.450            | 14,8 %  | 3                  | 114.500         | 11,7 %  | 3               | 6               |
|           | BNP                                | –                  | –       | –                  | 42.197          | 4,3 %   | 0               | 0               |
|           | UKIP                               | 18.047             | 1,8 %   | 0                  | 38.490          | 4,0 %   | 0               | 0               |
|           | Greens                             | –                  | –       | –                  | 33.803          | 3,5 %   | 0               | 0               |
|           | Socialist Labour Party             | –                  | –       | –                  | 12.209          | 1,3 %   | 0               | 0               |
|           | Welsh Christian Party              | –                  | –       | –                  | 8.963           | 0,9 %   | 0               | 0               |
|           | Welsh Communist Party              | –                  | –       | –                  | 3,708           | 0,4 %   | 0               | 0               |
|           | CPA                                | –                  | –       | –                  | 2.694           | 0,3 %   | 0               | 0               |
|           | Socialist Alternative              | –                  | –       | –                  | 1.865           | 0,2 %   | 0               | 0               |
|           | Respect                            | –                  | –       | –                  | 1.792           | 0,2 %   | 0               | 0               |
|           | English Democrats                  | 1.867              | 0,2 %   | 0                  | 1.655           | 0,2 %   | 0               | 0               |
|           | Veritas                            | –                  | –       | –                  | 505             | 0,2 %   | 0               | 0               |
|           | Socialist Equality Party           | –                  | –       | –                  | 292             | 0,0 %   | 0               | 0               |
|           | Blaenau Gwent People’s Voice Group | 3.348              | 0,3 %   | 0                  | –               | –       | –               | 0               |
|           | New Millennium Bean Party          | 840                | 0,1 %   | 0                  | –               | –       | –               | 0               |
|           | Unabhängige                        | 57.644             | 5,9 %   | 1                  | 9.350           | 1,0 %   | 0               | 1               |
| Insgesamt | Insgesamt                          | 978.132            | 100,0 % | 40                 | 974.887         | 100,0 % | 20              | 60              |